# Frättsjön (Björna socken, Ångermanland)
Frättsjön är en sjö i Örnsköldsviks kommun i Ångermanland och ingår i Moälvens huvudavrinningsområde. Sjön har en area på 0,183 kvadratkilometer och ligger 227 meter över havet. Sjön avvattnas av vattendraget Frättbäcken.

## Delavrinningsområde
Frättsjön ingår i det delavrinningsområde (705909-162472) som SMHI kallar för Mynnar i Gårbäcken. Medelhöjden är 262 meter över havet och ytan är 15,53 kvadratkilometer. Det finns inga avrinningsområden uppströms utan avrinningsområdet är högsta punkten. Frättbäcken som avvattnar avrinningsområdet har biflödesordning 4, vilket innebär att vattnet flödar genom totalt 4 vattendrag innan det når havet efter 57 kilometer. Avrinningsområdet består mestadels av skog (74 procent) och sankmarker (17 procent). Avrinningsområdet har 0,17 kvadratkilometer vattenytor vilket ger det en sjöprocent på 1,1 procent.